# Amomo (poeta)
Amomo (Toscana, ...) è un poeta italiano che ﬁorì nel XVI secolo.
Scrisse la raccolta di rime toscane per Madama Carlotta d’Hisca,  stampate a Parigi. Il suo stile è semplice ed andante, seppur elegante. Nella dedicatoria dell'opera al cardinale di Lorena, Amomo chiama le sue rime: "Questi miei primi acerbi frutti".
Secondo Nicole Bingen, Amomo sarebbe lo pseudonimo di Antonio Caracciolo (c. 1514-?), quarto figlio di Giovanni Caracciolo, principe di Melfi, un napoletano alla corte di Francesco I.